# المدرسة الأندلسية
المدرسة الأندلسية: وكانت تسمى أيضا باسم المدرسة اليانسية وكذلك مدرسة الفتح: وهي أحد المعالم التاريخية الدينية والتعليمية بمدينة تونس العتيقة. وتعرف أيضا بمدرسة الفتح، كما تعرف كذلك بمدرسة سيدي العجمي، نسبة إلى تربة سيدي العجمي القريبة منها. ويعود إنشاء هذه المدرسة إلى العهد العثماني.

## تاريخها

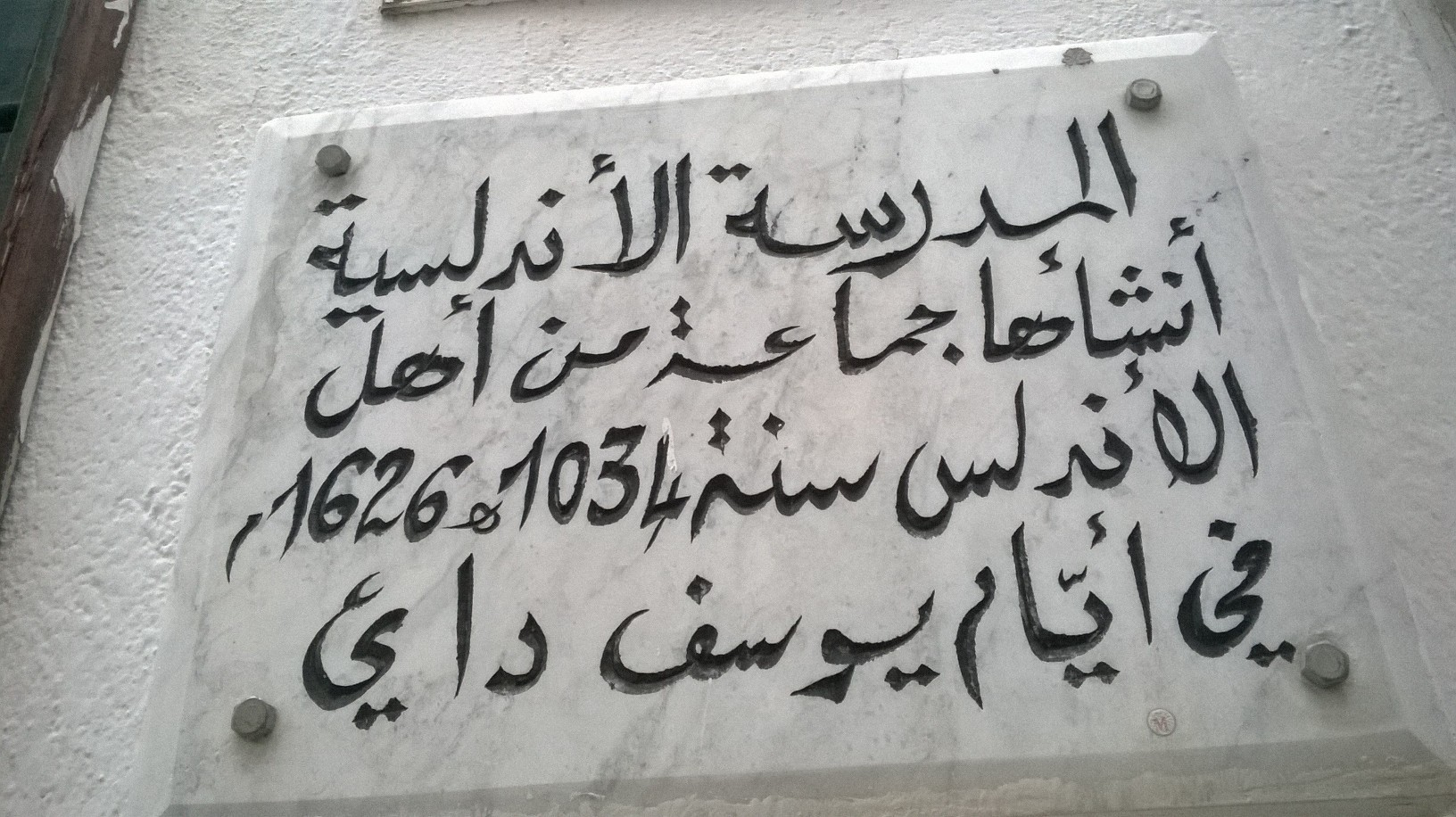
لوحة المدرسة الأندلسية

إثر قرار الطرد النهائي الذي اتخذه عام 1609 الملك الإسباني فيليب الثالث بحق بقايا العرب المسلمين بإسبانيا والمعروفين باسم الموريسكيين أو الأندلسيين، قدم عشرات الآلاف منهم إلى البلاد التونسية واستقروا في عدة قرى وبلدات بشمال البلاد ومن ضمنها بطبيعة الحال مدينة تونس العاصمة. ولم يلبثوا أن كونوا مجموعة متميزة لها دورها الاقتصادي والثقافي والاجتماعي، وفي هذا الإطار بنوا لهم جامعا بحي باب سويقة بالعاصمة يعرف بجامع سبحان الله، كما بنوا في نفس الفترة مدرسة سميت باسمهم ألا وهي المدرسة الأندلسية وكان ذلك عام 1034هـ /1625. وهذه المدرسة هي من أوائل المدارس التي أنشئت في العهد العثماني، غير أنها لم تكن ببادرة من الدولة وإنما من جالية معروفة بارتفاع مستواها الثقافي والاجتماعي، وعلى رأسها نقيب شرفائهم أبو الحسن علي بن عبد الله النوني المعروف بابن السراج بمشاركة محمد بن محفوظ الشريف ومحمد بن عبد الكريم. أما حكام البلاد الأتراك العثمانيون، فقد أسسوا أول مدرسة رسمية في تونس العاصمة قبيل ذلك الا وهي المدرسة اليوسفية وفي أواخر القرن السابع عشر ستظهر المدرسة المرادية، ثم سيتوالى تأسيس المدارس خاصة في القرن الثامن عشر مع الحسينيين.

## موقعها
تقع المدرسة الأندلسية بنهج الراكاح عدد 3، حيث كانت تقع تربة الشيخ أبي أحمد محمد يونس المعروف بسيدي يونس وهو المؤدب الذي علم الشيخ محرز بن خلف القرآن، والمتوفي 500 هـ- 1106 م.

## وصفها
يفضي مدخل المدرسة الأندلسية إلى سقيفة توجد على يمينها الميضة، وتفتح على صحن معيّن الشكل، لكن خلافا لغيرها من المدارس الأخرى بمدينة تونس لا يوجد بصحن هذه المدرسة أروقة، وإنما تفتح الغرف على الصحن مباشرة من ثلاث جهات، ويحتل الجهة الرابعة مسجد المدرسة الذي كان يتخذ للتعليم فضلا عن أداء الصلاة، وتعلو مدخل هذا المسجد نقيشة تحمل تاريخ الإنشاء. ويوجد على جانبيه شباكان منخفضان. وشكل هذا المسجد مستطيل، وهو يتكون من بلاطتين وثلاثة أساكيب. وقد أصبحت هذه المدرسة في حالة خراب تام إلى أن تم ترميمها الشامل من قبل بلدية تونس عام 2000 وتحولت إلى مقر لجمعية رعاية المعوقين الأكثر إعاقة.

## وصلة خارجية
- تاريخ المدرسة ووصفها في موقع جمعية صيانة مدينة تونس

## إشارات مرجعية
1. ↑  http://www.alchourouk.com/detailarticle.asp?IDX=157126&IDXRUB=20 جريدة الشروق، ناجية المالكي، أنهج المدينة العتيقة: تاريخ وحضارة: ملامـح قديمـة لأنـهـج تــونـس
2. ↑  جريدة الشروق، المصدر نفسه
3. 1 2  جريدة الشروق، نفس المصدر
4. ↑  المدرسة الأندلسية بموقع جمعية صيانة مدينة تونس نسخة محفوظة 13 مارس 2020 على موقع واي باك مشين.